# Gare de Boissise-le-Roi
Gare de Boissise-le-Roi vasútállomás és RER állomás Franciaországban, Boissise-le-Roi településen.

## Vasútvonalak
Az állomást az alábbi vasútvonalak érintik:
- Corbeil-Essonnes-Montereau-vasútvonal

## Kapcsolódó állomások
A vasútállomáshoz az alábbi állomások vannak a legközelebb:
- Gare de Ponthierry - Pringy (Gare de Creil, D RER-vonal)
- Gare de Vosves (Gare de Melun, D RER-vonal)

## Lásd még
- Franciaország vasútállomásainak listája
- A RER állomásainak listája